# Kikstart
A Kikstart vagy Kikstart: Off-Road Simulator egy tereprali motorverseny játék, melyet Shaun Southern tervezett és írt, és amelyet a a Mastertronic adott ki 1985-ben Commodore 64-re, majd 1986-ban Commodore 16-ra, Commodore Plus/4-re és Atarira.

## Játékmenet
A játékos egy kaszkadőr szerepébe bújik a játék során, aki egy motorral hajt végre különféle mutatványokat. Atari (8-bit), C64 és Plus/4 esetén kettéosztott a képernyő és többjátékos módban egy másik játékos vagy a gép ellen játszhatunk. C16-on csak egyjátékos mód lehetséges. Többféle különböző pályát tartalmaz a játék eltérő akadályokkal, mint például: víztartályok, autók, buszok, fák, vizesárkok, stb. Az akadályok leküzdésének a kulcsa, hogy a játékos megtanulja, hogy gyorsan-e vagy lassan kell őket megközelíteni és milyen időzítéssel kell ugrani, illetve egykerekezni. A pályákat adott idő alatt kell teljesíteni, melyet a képernyő tetején jelez ki a program. A játékmenet oldalnézetben, vízszintesen szkrollozva zajlik.

## Fogadtatás
| Szerző                              | Értékelés |
| ----------------------------------- | --------- |
| Zzap!64                             | 90%       |
| Your Commodore                      | [ 1 ]     |
| Commodore User                      | 80%       |
| Atari Gamer - XL-XE Game Review Ed. | 80%       |

A Kikstart többnyire pozitív fogadtatásban részesült. A kritikusok méltatták a szimultán kétjátékos módot és az alacsony kiskereskedelmi árat. a Your Commodore újság így írt róla: "Egy ilyen minőségű szoftvert ilyen alacsony bevezető áron csak üdvözölhetünk, mely a kalózkodás valamelyes visszaszorítására irányul. Bizony, a legtöbben nem engedhetnek meg maguknak pár fontnál többet egy eredeti játékért. Szép munka, Mastertronic!" A Zzap!64 újság ismertetője így méltatta: "Elképesztő ár-érték arány mindössze 1,99 fontért, úgyhogy feltétlenül ajánlom."

## Utóélet
A C16 változatnak létezik egy 2007-ben kiadott változata Jason Kelk és Sean Connolly közreműködésével. A játéknak második része is készült 1987-ben Kikstart 2 néven. A játékot 2022-ben a magyar Rajcsányi László portolta Game Boy Colorra.

## Kapcsolódó hivatkozások
- Kikstart a Lemon 64 weboldalán
- Kikstart a Commodore Plus/4 World weboldalán
- Letöltés: http://plus4world.powweb.com/software/Kikstart
- Online játék: http://plus4world.powweb.com/play/kikstart